# Apollinari Michailowitsch Wasnezow

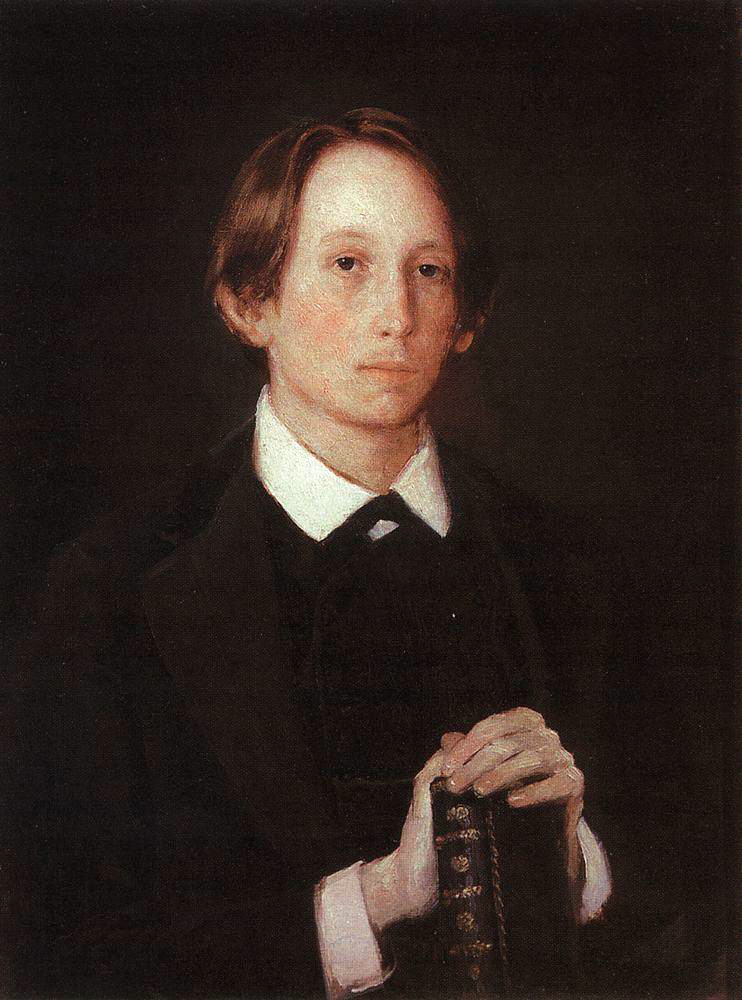
Porträt von Apollinari durch seinen Bruder Viktor (1878)

Apollinari Michailowitsch Wasnezow (russisch Аполлинарий Михайлович Васнецов, wiss. Transliteration Apollinarij Michajlovič Vasnecov; * 25. Julijul. / 6. August 1856greg. in Rjabowo bei Wjatka; † 23. Januar 1933 in Moskau) war ein russischer Maler, der sich vor allem auf dem Gebiet der Historienmalerei einen Namen machte. Sein älterer Bruder war der Maler Wiktor Michailowitsch Wasnezow.

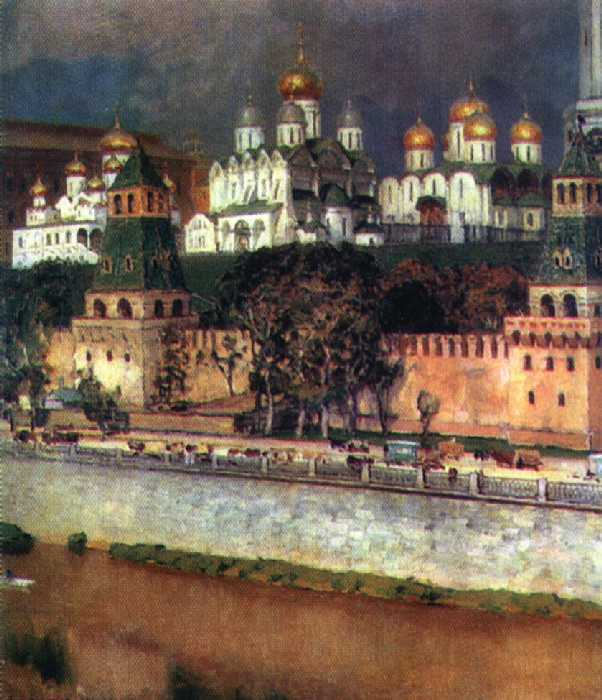
Apollinari M. Wasnezow: Kreml, 1892

## Leben
Er wuchs in einer alteingesessenen Priesterfamilie auf. Im Alter von 13 Jahren wurde er Vollwaise. Obwohl er außergewöhnliches Talent besaß, erhielt er keine systematische künstlerische Ausbildung. Im Jahr 1872 beendete er die Priesterschule. Auf Drängen seines älteren Bruders Wiktor Wasnezow begab er sich nach Sankt Petersburg. In der Zeit von 1872 bis 1875 studierte er Malerei bei seinem Bruder, aber auch bei Wassili Dmitrijewitsch Polenow, Ilja Jefimowitsch Repin, Mark Matwejewitsch Antokolski sowie Wassili Maximowitsch Maximow.
1875 nahm er Abstand von seinem Vorhaben, in die Petersburger Kunstakademie einzutreten, und legte ein Examen als Volksschullehrer ab, wonach er nach Bystriza im Gouvernement Orjol fuhr, um dort zu unterrichten. Enttäuscht von dieser Tätigkeit verließ Wasnezow 1878 Bystriza und begab sich nach Moskau zu seinem Bruder, um sich fortan ganz der Kunst zu widmen. Hier lernte er auch den Mäzen Sawwa Iwanowitsch Mamontow kennen.

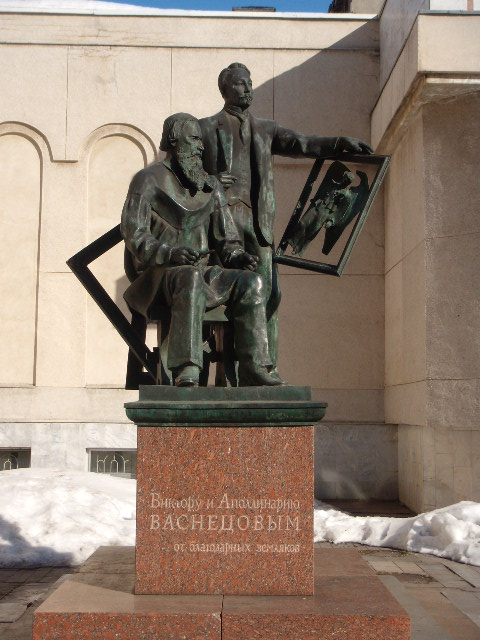
Denkmal der Brüder Wasnezow (J. G. Orechow, 1992), Kirow

1883 begann Apollinari Wasnezow seine Werke im Rahmen der Wanderausstellungen der Peredwischniki vorzustellen. Mitte der 1880er Jahre reiste er durch das Russische Reich und besuchte die Ukraine und die Krim. Im Jahr 1898 bereiste er Frankreich, Italien und Deutschland.
1900 wurde Wasnezow Akademiemitglied der Petersburger Kunstakademie. Im Jahr 1903 wurde er Mitglied der Organisation Vereinigung der russischen Künstler (Союз русских художников). Von 1901 bis 1918 leitete Wasnezow die Zeichenklasse der Moskauer Hochschule für Malerei, Bildhauerei und Architektur. In seinen letzten Lebensjahren befasste er sich u. a. mit archäologischen Untersuchungen. Apollinari Wasnezow verstarb 1933 in Moskau.

## Nachleben
Ein Großteil seiner Werke befindet sich heute in der Tretjakow-Galerie sowie im Russischen Museum.
Der Asteroid (3586) Vasnetsov wurde nach ihm und seinem Bruder benannt.

## Werke
(Auswahl)
- Heimat (Родина) (1886)
- Тайга на Урале. Синяя гора (1891)
- Straße in Kitai-Gorod, Anfang des 17. Jahrhunderts (Улица в Китай-городе. Начало XVII века) (1900)
- Moskau aus der Mitte des 17. Jahrhunderts: die Moskworezki-Brücke und das Wodjanyje-Tor  (1900)
- Der Rote Platz in der zweiten Hälfte des 17. Jahrhunderts (Красная площадь во 2-й половине XVII века) (1925)